# Renata Biserni
Renata Biserni (Santa Fiora, 13 ottobre 1950) è una doppiatrice, attrice teatrale e psicologa italiana.

## Biografia
Diplomata all'Accademia d'arte drammatica di Roma, si è poi laureata presso l'Università La Sapienza in psicologia con una tesi sulla psicologia dell'attore. Concilia la carriera artistica con l'attività di psicologo clinico.

## Filmografia

### Teatro
- Per me come se fosse, regia di Peppino De Filippo e Giancarlo Nicotra (1977)

### Televisione
- Il passo falso, regia di Paolo Poeti (1983) - film TV
- Aeroporto internazionale, regia di Paolo Poeti (1985)

## Doppiaggio

### Cinema
- Kim Basinger in I predatori della vena d'oro
- Nell Carter in Due teneri angioletti
- Joan Sheehy in Con la testa tra le stelle
- Julie Peasgood in La casa delle ombre lunghe
- Lee Garlington in La settima profezia
- Carrie Fisher in Heartbreakers - Vizio di famiglia
- Sheila Gish in Quartet
- Annette Funicello in Fortuna a palate
- Marília Pêra in Central do Brasil
- Makiko Watanabe in Isola
- Agostina Belli in Una donna da scoprire

### Film d'animazione
- Portiera ne La gabbianella e il gatto

### Serie televisive
- Frances Conroy in Six Feet Under
- Phyllis Smith in The Office
- Rosemary Forsyth in La signora in giallo
- Mare Winningham in American Horror Story: Hotel
- Patti LuPone in American Horror Story
- Cleo King in Streghe[2]
- Laura Zapata in Rosa selvaggia
- Betty White in Cuori al Golden Palace
- Celia Coutinho in Figli miei, vita mia

### Cartoni animati
- Grattachecca e Fichetto (1ª voce) e Lindsey Naegle (ep.11.18) in I Simpson
- Bonnie Swanson ne I Griffin
- Nyota Uhuru in Star Trek
- Prize in Popples
- Molly Mange in Swat Kats
- Signora Baxter in Il cucciolo
- Benten, Sakura, Ryunosuke in Superlamù
- Meggie/Chizuru Nanbara in Combattler V